# Monte Bossola
Il monte Bossola (1137 m) è un monte che si trova nell'Appennino Ligure in val Borbera al confine tra i comuni di Cabella Ligure e Mongiardino Ligure.
Dal monte sono visibili Cremonte, la val Sisola e la val Gordenella. La prominenza topografica del monte è di 146 m.